# 寺田明正
寺田 明正（てらだ あきまさ、8月10日 - ）は、日本の男性俳優・声優。東京都出身。

## 人物
ビジュアル・スペース俳優養成所俳優養成所15期生。
同人舎プロダクション、同人舎（現：アル・シェア）に所属していた。
方言は長崎弁。
趣味は音楽、寝る、歴史小説を読む。特技はギター、ベース、打ち込み、声楽。 

## 出演作品

### テレビアニメ
2007年
- しおんの王（立川刑事）
- しましまとらのしまじろう（アナグマ）

### 劇場アニメ
- NAGASAKI 1945 アンゼラスの鐘（2005年、石川神父）

### ゲーム
2014年
- ものべの -pure smile-（高畑厳芳[4]）

### 吹き替え
- インファナル・アフェア 無間序曲（ンガイ・チャン）
- 宇宙生物X（ストレイカー）
- エイリアス2（エージェント）
- F.B.EYE!! 相棒犬リーと女性捜査官スーの感動!事件簿（チコ）
- 顔のない女
- 風の伝説
- 君に捧げる初恋（学生）
- ケルベロス（ニップストロム）
- 恋するマンハッタン（ウェイター）
- 公共の敵（イ刑事）
- ジェイルブレイカー
- シティコネクション（弁護士）
- スーパーノヴァ（ミーンズ）
- デス・オブ・ザ・クロウ（ファンボーイ）
- デス・ヴィレッジ（ジャクソン）
- デュプリシティ 〜スパイは、スパイに嘘をつく〜（デネシュ、ペイテル）
- 天国の階段（新聞記者）
- トゥーランアパート（スティーブン）
- バーサス・プレイヤーズ（ウィスパー）
- バッファローソルジャー（ヒックス）
- バビロン5（男1）
- バフィー 〜恋する十字架〜（クレメンテ）
- ハリウッド☆ホンコン（店主）
- ハロースーザン
- ファイナル・オプション（スティール）※DVD版
- 名探偵ポアロ（クロンショー）
- メントーズ（マジシャン）
- ヤング・スーパーマン
- ラビング ユー（チョンス）
- ワイヤー・イン・ザ・ブラッド3エピソード4（デントン）

### 吹き替え（アニメ）
- スパイダーマン（ガンビット）
- スパイダーマン&アメイジング・フレンズ （パイロット）
- ダック・ドジャース
- リロ&スティッチ（キモ）

### CD
- アリアンロッド・サガファンブック Heartbreak Memories ドラマCD「追憶のフラグメント」（2011年、バルムンク）